# Kathleen Battle
Kathleen Battle (Portsmouth, Ohio; 13 de agosto de 1948), es una soprano estadounidense. Inicialmente conocida por su repertorio de conciertos con las orquestas más importantes del mundo a principios y mediados de los años 70. Debutó en la ópera en 1975. Battle amplió su repertorio con registros de soprano lírica y soprano de coloratura durante los años 1980 y principios de los 90. A pesar de que ya no actúa en óperas, Battle se mantiene activa en conciertos y recitales.

## Historia y carrera musical
Es la menor de siete hermanos. Obtuvo una beca para la Universidad de Cincinnati College-Conservatorio de Música, donde estudió más educación musical que interpretación. A partir de 1971 se dedicó a la enseñanza en Cincinnati, mientras estudiaba canto privadamente. Su madre le había iniciado en el góspel.
A pesar de su inexperiencia, fue contratada para el Festival de Dos Mundos (1972) de Spoleto, Italia. Su carrera operística se desarrolló a lo largo de los años 1980, con directores renombrados como Herbert von Karajan, Riccardo Muti, Zubin Mehta, Seiji Ozawa, Claudio Abbado, Georg Solti, Carlo Maria Giulini, y su paisano de Ohio, James Levine, director musical del Metropolitan Opera de Nueva York. 
Intervino en el concierto de año nuevo en Viena de 1 de enero de 1987 por invitación de Karajan, la única vez que el director dirigió este acontecimiento y la primera vez que intervino una cantante como solista. Protagonizó varios especiales televisivos como el dedicado al barroco con el trompetista Wynton Marsalis, el concierto de spirituals con Jessye Norman en presencia de Marian Anderson y el especial de Navidad desde Carnegie Hall junto a la mezzosoprano Frederica von Stade.
Battle fue una de las eminentes sopranos líricas de los años 1980 interpretando roles ligeros llamados ina (porque terminan en ina): Pamina en La flauta mágica, Zerlina en Don Giovanni, Despina en Cosí fan tutte, Norina en Don Pasquale, Rosina en El barbero de Sevilla y Adina en L'elisir d'amore. 
Asimismo fue excepcional intérprete en los roles ligeros de Richard Strauss: Sophie en Der Rosenkavalier, Zdenka en Arabella y Zerbinetta en Ariadne auf Naxos. Otros papeles fueron Semele y Cleopatra de Handel y Oscar de Verdi en Un ballo in maschera.
Durante su permanencia como miembro del elenco del Metropolitan Opera tuvo problemas de cartel con otras figuras (Kiri Te Kanawa y Carol Vaness entre otras) culminando en su despido por "comportamiento poco profesional" en 1994 por parte del director del teatro Joseph Volpe durante los ensayos previos al estreno de La hija del regimiento de Donizetti que la contaba como protagonista en una medida que causó conmoción en el mundo lírico. En aquella oportunidad fue reemplazada por Harolyn Blackwell. 
Su repertorio abarca melodías francesas, lieder alemanes, música sacra, jazz y espirituales. 
Sigue presentándose como recitalista en diversos teatros del mundo y ha tenido inmenso éxito en Japón.
Cantó la canción principal, "Lovers," para la película de acción china, La casa de las dagas voladoras.
Posee una vasta discografía y varias apariciones en DVD de sus papeles más famosos (Adina junto a Luciano Pavarotti, Zerbinetta junto a Jessye Norman y Tatiana Troyanos y Pamina junto a Francisco Araiza, todas producciones del Metropolitan).

## Repertorio
| Papel               | Título                        | Autor     |
| ------------------- | ----------------------------- | --------- |
| Ascane              | Les Troyens                   | Berlioz   |
| Adina               | L'elisir d'amore              | Donizetti |
| Marie               | La fille du régiment          | Donizetti |
| Norina              | Don Pasquale                  | Donizetti |
| Cleopatra           | Giulio Cesare in Egitto       | Händel    |
| Semele              | Semele                        | Händel    |
| Nerina              | La fedeltà premiata           | Haydn     |
| Treemonisha         | Treemonisha                   | Joplin    |
| Sophie              | Werther                       | Massenet  |
| L'angelo            | Saint François d'Assise       | Messiaen  |
| Blonde              | Die Entführung aus dem Serail | Mozart    |
| Susanna             | Le nozze di Figaro            | Mozart    |
| Zerlina             | Don Giovanni                  | Mozart    |
| Despina             | Così fan tutte                | Mozart    |
| Pamina              | Die Zauberflöte               | Mozart    |
| Sofia               | Il signor Bruschino           | Rossini   |
| Elvira              | L'Italiana in Algeri          | Rossini   |
| Rosina              | Il barbiere di Siviglia       | Rossini   |
| Sophie              | Der Rosenkavalier             | Strauss   |
| Zerbinetta          | Ariadne auf Naxos             | Strauss   |
| Zdenka              | Arabella                      | Strauss   |
| Oscar               | Un ballo in maschera          | Verdi     |
| Voce dal cielo      | Don Carlo                     | Verdi     |
| Nannetta            | Falstaff                      | Verdi     |
| Un pastore          | Tannhäuser                    | Wagner    |
| Uccellino del bosco | Sigfrido                      | Wagner    |

## Discografía parcial

### Ópera
| Año  | Ópera y papel                          | Reparto                                          | Director        | Sello               |
| ---- | -------------------------------------- | ------------------------------------------------ | --------------- | ------------------- |
| 1980 | L'Italiana in Algeri - Elvira          | Marilyn Horne, Ernesto Palacio, Samuel Ramey     | Claudio Scimone | Erato               |
| 1982 | Un ballo in maschera - Oscar           | Luciano Pavarotti, Margaret Price, Renato Bruson | Georg Solti     | Decca               |
| 1985 | Don Giovanni - Zerlina                 | Samuel Ramey, Anna Tomowa-Sintow, Agnes Baltsa   | Herbert Karajan | Deutsche Grammophon |
|      | Die Entführung aus dem Serail - Blonde | Edita Gruberova, Gösta Winbergh, Martti Talvela  | Georg Solti     | Decca               |
| 1986 | Le nozze di Figaro - Susanna           | Thomas Allen, Margaret Price, Jorma Hynninen     | Riccardo Muti   | EMI                 |
|      | Ariadne auf Naxos - Zerbinetta         | Anna Tomowa-Sintow, Hermann Prey, Gary Lakes     | James Levine    | Deutsche Grammophon |
| 1988 | Siegfried - Uccello del bosco          | Reiner Goldberg, James Morris, Kurt Moll         | James Levine    | Deutsche Grammophon |
| 1989 | L'elisir d'amore - Adina               | Luciano Pavarotti, Leo Nucci, Enzo Dara          | James Levine    | Deutsche Grammophon |
| 1990 | Semele - Semele                        | Marilyn Horne, Samuel Ramey, John Aler           | John Nelson     | Deutsche Grammophon |
| 1991 | Il signor Bruschino - Sofia            | Claudio Desderi, Samuel Ramey, Frank Lopardo     | Ion Marin       | Deutsche Grammophon |
| 1992 | Il barbiere di Siviglia - Rosina       | Plácido Domingo, Frank Lopardo, Lucio Gallo      | Claudio Abbado  | Deutsche Grammophon |
|      | Don Carlo - Una voce dal cielo         | Michael Sylvester, Aprile Millo, Dolora Zajick   | James Levine    | Sony                |

### Recital
- Bach, Arias for Soprano and Violin - Itzhak Perlman/John Nelson/Kathleen Battle/Orchestra Of St Luke's, 1991 Deutsche Grammophon
- Fauré, Requiem/Pavane/Elégie/Après un rêve - Giulini/Schmidt/Ozawa, Deutsche Grammophon;
- Handel, Arias - Kathleen Battle, 2003 EMI
- Handel: Messiah - Sir Andrew Davis/Toronto Mendelssohn Choir/Toronto Symphony Orchestra/Kathleen Battle/John Aler/Samuel Ramey, 1987 Angel/EMI
- Haydn, Creazione - Levine/Moll/Winbergh, Deutsche Grammophon;
- Mahler, Symphony n.º 4 - Kathleen Battle/Lorin Maazel/Wiener Philharmoniker, 1984 SONY BMG
- Mendelssohn, Sueño de una noche de verano - Ozawa/Von Stade, Deutsche Grammophon;
- Mozart, Opera Arias - James Levine/Kathleen Battle/Metropolitan Opera Orchestra, 1997 Deutsche Grammophon
- Mozart, Réquiem - Daniel Barenboim/Kathleen Battle/Choeur de l'Orchestre de Paris/Ann Murray/Orchestre de Paris/David Rendall/Matti Salminen, 1985 EMI
- Poulenc, Gloria - Organ Concerto - Concert Champêtere - Boston Symphony Orchestra/Everett Firth/Kathleen Battle/Seiji Ozawa/Simon Preston/Tanglewood Festival Chorus/Trevor Pinnock, 1995 Deutsche Grammophon
- Battle, Arias de óperas francesas - Battle/Chung/Opèra Bastille, 1995 Deutsche Grammophon
- Battle, Previn: Honey & Rue - Barber: Knoxville - Gershwin: Porgy and Bess - Kathleen Battle/Orchestra Of St Luke's/André Previn, 1995 Deutsche Grammophon
- Battle: Purcell, Mozart, Fauré & Others: Songs, Arias & Spirituals - Kathleen Battle & James Levine, 1994 Deutsche Grammophon
- Battle Norman, Spirituals in concert - Levine, Deutsche Grammophon;
- Kathleen Battle at Carnegie Hall - Handel, Mozart, Liszt, Strauss, Rachmaninov e Gershwin, Margo Garrett (Piano), 1992 Deutsche Grammophon - Grammy Award for Best Classical Vocal Solo 1993
- Kathleen Battle, James Levine - Salzburg Recital, Deutsche Grammophon - Grammy Award for Best Classical Vocal Solo 1988
- Kathleen Battle Sings Mozart - André Previn, Kathleen Battle & Royal Philharmonic Orchestra, 1986 EMI Records - Grammy Award for Best Classical Vocal Solo 1987
- Kathleen Battle, Grace - 1997 Sony BMG Music Entertainment
- Vangelis, Mythodea - Music for the NASA Mission: 2001 Mars Odyssey - Jessye Norman/Kathleen Battle/Vangelis, 2001 SONY BMG
- Baroque Duet - Kathleen Battle/Wynton Marsalis/Orchestra of St. Luke's/John Nelson, 1992 SONY BMG
- Pleasures of Their Company - Christopher Parkening & Kathleen Battle, 1986 Angel/EMI
- A Christmas Celebration - Kathleen Battle & Leonard Slatkin, 1986 Angel/EMI
- Angels' Glory - Christopher Parkening & Kathleen Battle, 1996 SONY BMG
- Battle & Rampal, Live In Concert - Jean-Pierre Rampal & Kathleen Battle, 1993 SONY BMG
- Live in Tokyo 1988 - Kathleen Battle/Plácido Domingo/Metropolitan Opera Orchestra/James Levine, Deutsche Grammophon
- So Many Stars, Kathleen Battle - 1995 SONY BMG